# Anthas
Anthas (in greco antico: Ἅνθας?, Ánthas) o Antade è un personaggio della mitologia greca. Fu il fondatore di Alicarnasso.

## Genealogia
Figlio di Poseidone e di Alcione, fu padre di Ezio e Dios.

## Mitologia
Ebbe un fratello di nome Iperete ed entrambi sono considerati i fondatori di città come Antea ed Iperea in Argolide e di cui una delle due fu rinominata Poseidonia dal figlio Ezio che successe ad entrambi. 

Le due città in seguito divennero parte della città di Trezene.
Di Anthas si presume che sia stato anche il fondatore della città di Antedone (alternativamente attribuita a suo nipote Antedone) e di Anthana in Laconia.